# FACE〜見知らぬ恋人〜
『FACE〜見知らぬ恋人〜』（フェイス みしらぬこいびと）は、2001年（平成13年）1月10日より3月7日まで毎週水曜日22:00 - 22:54（JST）に、日本テレビ系列の「水曜ドラマ」枠で放送された日本のテレビドラマ。主演は高橋克典と仲間由紀恵。
原作はもりたゆうこの漫画『愛してる』で、多重人格者をテーマとした作品。

## あらすじ
二重人格という病に冒された男は、時には“亮”になり時には“択巳”となる。亮は暴力的だが、択巳はやさしくおっとりとした性格。早紀はその2人の男を好きになっていく。切ないラブストーリー。

## キャスト
主人公
- 水野択己 - 高橋克典

中途入社で横浜交易に入社してきたエリートシステムエンジニア。
早紀と愛し合うようになる。自分にもう一つの人格（亮）が存在していることに気づいていない。
- 高川亮 - 高橋克典

拓己のもう一つの人格。
性格は拓己と正反対で鋭い目つき。誰にも心を許さず冷酷。孤独な影を持つ。

横浜交易
- 相沢早紀（横浜交易に勤めるOL） - 仲間由紀恵

課長の岡田と不倫関係だったが清算した。拓己と出会い彼の優しい心に惹かれていく。
- 平野由花（早紀の同僚・親友） - 渡辺満里奈
- 緒方薫（早紀の同僚） - 磯野貴理子
- 石川渚（早紀の同僚） - 黒坂真美
- 岡田貢（早紀の上司） - 山口祐一郎

早紀に別れを告げられたが、よりを戻そうと彼女にストーカー行為をして迫る。

水野家
- 水野真理子（拓己の妹・亮を愛してしまう） - 畑野浩子
- 水野賢治 - 山田明郷
- 水野貴子 - 山口果林

相沢家
- 相沢久江 - 根岸季衣
- 相沢祐二（早紀の義父） - 松澤一之

その他
- 奥野麻子（高川亮と親密な関係） - 柴咲コウ
- イノ - ウド鈴木
- テラ - 坂口憲二
- 佐伯真介 - 松尾政寿
- 平野和久（精神科医） - 若松武史
- 能勢ありさ（水野賢治の秘書） - 田中美奈子

## スタッフ
- 原作 - もりたゆうこ
- 脚本 - 若生恵美子、山田珠美
- 演出 - 猪股隆一、長沼誠、樹木雅彦
- 音楽 - Achilles C.Damigos、河野伸
- オープニングテーマ - MY LITTLE LOVER「Shooting star 〜シューティングスター〜」
- エンディングテーマ - 郷ひろみ「Only for you〜この永遠がある限り〜」
- 挿入歌 - 高橋克典・仲間由紀恵「愛してる」
- 音楽プロデューサー - 志田博英
- サウンドデザイン - 仲西匡
- プロデュース - 西憲彦、北島和久、大塚泰之
- 美術デザイン - 高野雅裕、柳谷雅美
- 制作協力：アァベェベェ
- 製作著作：日本テレビ

## 放送日程
| 各話                                                       | 放送日  | サブタイトル                                       | 脚本       | 演出     | 視聴率 |
| ---------------------------------------------------------- | ------- | -------------------------------------------------- | ---------- | -------- | ------ |
| FACE1                                                      | 1月10日 | 二重人格の恐怖 汚れた愛に負けない                  | 若生恵美子 | 猪股隆一 | 13.9%  |
| FACE2                                                      | 1月17日 | 記憶なき犯罪…それでもあなたが好き                  | 若生恵美子 | 猪股隆一 | 10.1%  |
| FACE3                                                      | 1月24日 | 裏切りのレイプ!あなたを愛した報い                  | 若生恵美子 | 長沼誠   | 09.0%  |
| FACE4                                                      | 1月31日 | 偽りのベッドイン 悪魔の人格が求婚!?                | 若生恵美子 | 長沼誠   | 09.0%  |
| FACE5                                                      | 2月07日 | 第一章完結編…血塗られた妊娠の悲劇                  | 山田珠美   | 猪股隆一 | 08.7%  |
| FACE6                                                      | 2月14日 | ジェラシーが女を鬼にした!                          | 若生恵美子 | 長沼誠   | 09.6%  |
| FACE7                                                      | 2月21日 | 花嫁誓い!奇妙な噂が隣人を殺す!!                    | 山田珠美   | 樹木雅彦 | 09.2%  |
| FACE8                                                      | 2月28日 | 二人の母の愛憎が二重人格を生んだ!                  | 若生恵美子 | 猪股隆一 | 09.4%  |
| FACE9                                                      | 3月07日 | 凶弾!逃走!悪夢との決別!!炎上する館で愛は蘇るのか!? | 若生恵美子 | 猪股隆一 | 09.7%  |
| 平均視聴率 9.84%（視聴率は関東地区・ビデオリサーチ社調べ） |         |                                                    |            |          |        |

- 当初の放送予定回数は全10話だったが、9話に短縮された。